# Marvel Studios: Легенды
«Marvel Studios: Леге́нды» (англ. Marvel Studios: Legends) — американский документальный короткометражный мини-сериал, созданный для сервиса потокового вещания Disney+ и основанный на персонажах Marvel Comics, которые появлялись в медиафраншизе «Кинематографическая вселенная Marvel» (КВМ). Проект разрабатывается компанией Marvel Studios. В каждом эпизоде будут выделены ключевые моменты историй персонажей киновселенной.
Сериал был впервые анонсирован в декабре 2020 года. Премьера первых двух серий «Marvel Studios: Легенды» состоялась 8 января 2021 года.

## Описание
В ожидании предстоящих фильмов и телесериалов Четвёртой фазы КВМ, проект исследует отдельных героев, злодеев, важные артефакты, ключевые моменты кинематографической вселенной Marvel и сплетение сюжетных линий.

## Список серий
| Сезон | Фаза | Серии | Серии | Даты показа     | Даты показа     |
| Сезон | Фаза | Серии | Серии | Первая серия    | Последняя серия |
| ----- | ---- | ----- | ----- | --------------- | --------------- |
| 1     | 4-я  | 26    | 26    | 8 января 2021   | 23 ноября 2022  |
| 2     | 5-я  | 20    | 20    | 10 февраля 2023 | 15 декабря 2023 |

### Сезон 1 (2021 — 2022)
| № общий | № в сезоне | Название                                          | Связанный проект КВМ                        | Дата премьеры   |
| --- | ---------- | ------------------------------------------------- | ------------------------------------------- | --------------- |
| 1 | 1          | «Ванда Максимофф» «Wanda Maximoff»                | «Ванда/Вижн»                                | 8 января 2021   |
| История Ванды Максимофф в Кинематографической вселенной Marvel (КВМ) начинается с экспериментов Гидры над ней и её братом Пьетро. В фильме «Мстители: Эра Альтрона» (2015) Ванда присоединяется к Мстителям, но теряет брата. Начиная с «Противостояния» (2016), у Ванды развиваются романтические отношения с андроидом Вижном, затем она появляется в фильмах «Мстители: Война бесконечности» (2018) и «Мстители: Финал» (2019). |            |                                                   |                                             |                 |
| 2 | 2          | «Вижн» «Vision»                                   | «Ванда/Вижн»                                | 8 января 2021   |
| Начиная с фильма «Железный человек» (2008) и до «Мстители: Эра Альтрона» Вижн является искусственным интеллектом Тони Старка Д.Ж.А.Р.В.И.С.ом. Затем Старк совмещает Д.Ж.А.Р.В.И.С.а и новое тело Альтрона, содержащее Камень Разума, и создаёт Вижна. В «Противостоянии» (2016) и «Войне бесконечности» (2018) у Вижена и Ванды Максимофф развиваются романтические отношения, но в «Войне бесконечности» Вижн погибает. |            |                                                   |                                             |                 |
| 3 | 3          | «Сокол» «Falcon»                                  | «Сокол и Зимний солдат»                     | 5 марта 2021    |
| История Сэма Уилсона в киновселенной Marvel (КВМ) начинается с того, как в фильме «Первый мститель: Другая война» (2014) Сэм становится другом Стива Роджерса и помогает ему в уничтожении «Щ.И.Т.а». Так начинается его путь к вступлению в команду Мстителей в фильмах «Мстители: Эра Альтрона» и «Человек-муравей» (2015). В «Противостоянии» Уилсон снова встаёт на сторону Роджерса. Затем в «Войне бесконечности» и «Финале» Сэм вместе с другими Мстителями борется с вторжением Таноса. В итоге постаревший Стив Роджерс передаёт ему звание Капитана Америки. |            |                                                   |                                             |                 |
| 4 | 4          | «Зимний солдат» «Winter Soldier»                  | «Сокол и Зимний солдат»                     | 5 марта 2021    |
| История Баки Барнса в киновселенной Marvel (КВМ) начинается с фильма «Первый мститель» (2011), когда во время Второй мировой войны он служил сержантом армии США и был членом Воющих коммандос. После гибели Барнса во время миссии, организация «Гидра» воскресила его и промыла мозги, чтобы сделать его наёмным убийцей, Зимним солдатом. В настоящем, в «Другой войне», Зимний солдат сталкивается с Роджерсом и начинает постепенно вспоминать свою прошлую жизнь. В «Противостоянии» Баки пускается в бега, но затем вместе со Стивом пытается очистить своё имя из-за обвинений в убийстве, которое совершил Гельмут Земо; в конце фильма Барнс отправляется в Ваканду для удаления программы «Зимний солдат» из подсознания. Баки помогает Мстителям в борьбе с Таносом в «Войне бесконечности» и «Финале». |            |                                                   |                                             |                 |
| 5 | 5          | «Земо» «Zemo»                                     | «Сокол и Зимний солдат»                     | 12 марта 2021   |
| История Гельмута Земо в киновселенной Marvel (КВМ) начинается с фильма «Первый мститель: Противостояние», где он пытается разобщить Мстителей из-за их действий, повлекших в «Эре Альтрона» разрушение Заковии, где жил Земо с семьёй. |            |                                                   |                                             |                 |
| 6 | 6          | «Шэрон Картер» «Sharon Carter»                    | «Сокол и Зимний солдат»                     | 12 марта 2021   |
| История Шэрон Картер в киновселенной Marvel (КВМ) начинается с событий «Другой войны», когда Шэрон как Агент 13 «Щ.И.Т.а» работает со Стивом Роджерсом. После падения «Щ.И.Т.а» Шэрон становится агентом ЦРУ, а в «Противостоянии» она вновь помогает Стиву, выступая против правительства и пускаясь в бега после событий фильма. |            |                                                   |                                             |                 |
| 7 | 7          | «Локи» «Loki»                                     | «Локи» (1-й сезон)                          | 4 июня 2021     |
| История Локи в киновселенной Marvel (КВМ) начинается с фильма «Тор» (2011). Принц Асгарда, живущий в тени своего брата Тора, Локи претендует на трон Одина, но проигрывает Тору и якобы погибает. В «Мстителях» (2012) он появляется снова и пытается захватить Землю, но Мстители побеждают его и возвращают в Асгард. В «Царстве тьмы» (2013) Локи якобы снова жертвует собой и спасает Тора, но в «Рагнарёке» (2017) оказывается, что бог обмана жив и притворяется Одином. В «Войне бесконечности» Танос убивает Локи. |            |                                                   |                                             |                 |
| 8 | 8          | «Тессеракт» «The Tesseract»                       | «Локи» (1-й сезон)                          | 4 июня 2021     |
| История Тессеракта в киновселенной Marvel (КВМ) начинается в фильме «Первый мститель». Тессеракт — это один из Камней Бесконечности, Камень Пространства, который во время Второй мировой войны Красный Череп использует для создания оружия Гидры. Говард Старк находит затонувший Тессеракт. В 1995 году доктор Венди Лоусон использует его для создания экспериментального сверхсветового двигателя («Капитан Марвел», 2019). Произошедшая с двигателем катастрофа даёт Кэрол Дэнверс сверхспособности, и она доверяет Тессеракт Нику Фьюри и организации «Щ.И.Т.». В 2012 году во время событий «Мстителей» «Щ.И.Т.» с помощью Тессеракта производит оружие. Затем куб доставляют в Асгард, но в «Рагнарёке» его крадёт Локи. В «Войне бесконечности» Танос забирает Тессеракт у асгардцев, а позже, щёлкнув Перчаткой бесконечности, уничтожает все Камни. В «Финале» Мстители пытаются собрать Камни в прошлом, но версия Локи из 2012 года крадёт Тессеракт и скрывается в портале. |            |                                                   |                                             |                 |
| 9 | 9          | «Чёрная вдова» «Black Widow»                      | «Чёрная вдова»                              | 7 июля 2021     |
| История Наташи Романофф в киновселенной Marvel (КВМ) начинается с фильма «Железный человек 2» (2010), где она, будучи агентом «Щ.И.Т.а» под прикрытием, помогает Тони Старку. Во время событий «Мстителей» Наташа рекрутирует в команду учёного Брюса Бэннера и сражается с армией Читаури. В «Другой войне» Романофф работает в паре со Стивом Роджерсом и выполняет секретные миссии от Фьюри. В «Противостоянии» Наташа встаёт на сторону Железного человека по вопросу Заковианского договора, но в конце фильма уходит в бега вместе со Стивом и Сэмом Уилсоном. В «Войне бесконечности» Романофф сражается в Ваканде, а в ленте «Мстители: Финал» жертвует собой ради получения Клинтом Бартоном Камня Души и возвращения всех распылённых. |            |                                                   |                                             |                 |
| 10 | 10         | «Пегги Картер» «Peggy Carter»                     | «Что, если…?» (1-й сезон)                   | 4 августа 2021  |
| В фильме «Первый мститель» во время Второй мировой войны агент Стратегического научного резерва Пегги Картер работает над проектом «Возрождение», который превращает Стива Роджерса в суперсолдата. Она влюбляется в него. Стив жертвует своей жизнью, чтобы остановить организацию «Гидра». После войны, во время событий короткометражного фильма «Агент Картер» (2013), Пегги становится одним из основателей «Щ.И.Т.а». Пегги проживает долгую жизнь и в «Другой войне», наконец, встречается с выжившим Стивом. Во время событий «Противостояния» Пегги умирает. В «Финале» Роджерс отправляется в прошлое, чтобы прожить жизнь с Пегги. |            |                                                   |                                             |                 |
| 11 | 11         | «Инициатива „Мстители”» «The Avengers Initiative» | «Что, если…?» (1-й сезон)                   | 4 августа 2021  |
| В 1995 году Ник Фьюри помогает Кэрол Дэнверс бороться с инопланетной Империей Кри («Капитан Марвел»). Когда она покидает Землю, Фьюри планирует найти больше героев, подобных ей, чтобы помочь с возможными инопланетными угрозами. Он называет эту инициативу в честь её позывного в ВВС «Мститель». Во время событий «Мстителей» в 2012 году «Щ.И.Т.» нанимает Тони Старка, Стива Роджерса, Брюса Бэннера и Тора в рамках инициативы. Они вместе с агентами Наташей Романофф и Клинтом Бартоном стали известны как Мстители, и в последующие годы их ряды пополняют ещё больше героев. |            |                                                   |                                             |                 |
| 12 | 12         | «Опустошители» «The Ravagers»                     | «Что, если…?» (1-й сезон)                   | 4 августа 2021  |
| Опустошители — это группа инопланетных контрабандистов. Капитан Опустошителей, Йонду Удонта, нарушает их кодекс, когда его нанимают, чтобы забрать детей Целестиала Эго со всей галактики. Йонду узнаёт, что Эго убивает своих детей, и решает не доставлять ему последнего, человека Питера Квилла, которого он позже воспитывает как сына. Йонду и его команда Опустошителей помогают Квиллу и Стражам Галактики победить Ронана Обвинителя во время событий «Стражей Галактики» (2014). В «Части 2» (2017) Йонду жертвует своей жизнью, чтобы спасти Квилла от Эго. Несмотря на то, что Йонду нарушил кодекс, другие капитаны Опустошителей чтят принесённую Йонду жертву традиционными похоронами Опустошителей. |            |                                                   |                                             |                 |
| 13 | 13         | «Десять колец» «The Ten Rings»                    | «Шан-Чи и легенда десяти колец»             | 1 сентября 2021 |
| В фильме «Железный человек» Тони Старк попадает в засаду террористической группы под названием «Десять колец», которая хочет, чтобы он построил для них усовершенствованную ракету. Вместо этого Старк строит броню Железного человека, которую использует, чтобы убежать от них, а затем атаковать. Старк идёт по следам их лидера, Мандарина, в фильме «Железный человек 3» (2013), но Мандарином оказывается актёр Тревор Слэттери, которого нанял Олдрич Киллиан. Слэттери арестовывают, но в короткометражном фильме «Да здравствует король» (2014) его забирают из тюрьмы последователи настоящего Мандарина. |            |                                                   |                                             |                 |
| 14 | 14         | «Соколиный глаз» «Hawkeye»                        | «Соколиный глаз»                            | 12 ноября 2021  |
| Агент «Щ.И.Т.а» Клинт Бартон был взят под контроль Локи в фильме «Мстители», но в ходе сюжета был освобождён и присоединился к заглавной команде. В фильме «Мстители: Эра Альтрона» Бартон вместе с Мстителями сражается с Альтроном, параллельно знакомя команду со своей семьёй. В фильме «Первый мститель: Противостояние» Клинт занимает сторону Капитана Америки, что в итоге заканчивается для него домашним арестом. После того, как его семья была уничтожена Таносом в ходе событий фильма «Мстители: Война бесконечности», Бартон становится линчевателем Ронином и убивает преступников по всему миру в течение пяти лет вплоть до основных событий фильма «Мстители: Финал», когда Мстители позвали его помочь им отменить действия Таноса. В сцене после титров фильма «Чёрная вдова» графиня Валентина Аллегра де Фонтейн приказывает Елене Беловой убить Клинта Бартона, утверждая, что он виновник смерти Наташи Романофф.                                                 |            |                                                   |                                             |                 |
| 15 | 15         | «Доктор Стрэндж» «Doctor Strange»                 | «Доктор Стрэндж: В мультивселенной безумия» | 29 апреля 2022  |
| Нейрохирург доктор Стивен Стрэндж сильно повреждает руки в автокатастрофе в фильме «Доктор Стрэндж» (2016). Отправившись в Камар-Тадж, он обучается Мистическим искусствам у Древней, сражается с Кецилием и спасает мир от Дормамму, впоследствии став преемником Древней в качестве Верховного чародея. Позже он присоединяется к Тони Старку и Стражам Галактики в битве против Таноса в фильме «Мстители: Война бесконечности» (2018), где становится одной из жертв щелчка последнего. Через 5 лет, Стрэнджа воскрешают в фильме «Мстители: Финал», где он становится свидетелем жертвы Тони Старка ради победы над Таносом. |            |                                                   |                                             |                 |
| 16 | 16         | «Вонг» «Wong»                                     | «Доктор Стрэндж: В мультивселенной безумия» | 29 апреля 2022  |
| В фильме «Доктор Стрэндж», Мастер мистических искусств Вонг становится союзником Стивена Стрэнджа во время его обучения в Камар-Тадже. В фильме «Мстители: Война бесконечности» Вонг помогает Стрэнджу, Тони Старку и Брюсу Бэннеру в борьбе с Эбеновым Зобом и Куллом Обсидианом. В фильме «Мстители: Финал» Вонг и другие колдуны создают порталы, объединяя множество супергероев в борьбе с Таносом. Вонг также встречается с Шан-Чи в фильме «Шан-Чи и легенда десяти колец» (2021). |            |                                                   |                                             |                 |
| 17 | 17         | «Алая ведьма» «The Scarlet Witch»                 | «Доктор Стрэндж: В мультивселенной безумия» | 29 апреля 2022  |
| В сериале «Ванда/Вижн» Ванда Максимофф, убитая горем из-за гибели Вижна после событий фильма «Мстители: Финал» и создает аномалию Максимофф (Гекс), вдохновленную классическими телевизионными ситкомами, нечаянно взяв в заложники город Уэствью. Своими действиями она вступает в конфликт с организацией «М.Е.Ч.» и привлекает внимание соседки Агнес, которая оказывается ведьмой Агатой Харкнесс. Ванда встречается с Агатой в последней схватке и принимает свою сущность Алой Ведьмы. Затем она в последний раз прощается с Вижном и её сыновьями, освобождает Уэствью от Гекса, преодолевает свое горе и отправляется в изгнание вместе с книгой «Даркхолд», что приводит к событиям фильма «Доктор Стрэндж: В мультивселенной безумия» (2022). |            |                                                   |                                             |                 |
| 18 | 18         | «Тор» «Thor»                                      | «Тор: Любовь и гром»                        | 1 июля 2022     |
| 19 | 19         | «Джейн Фостер» «Jane Foster»                      | «Тор: Любовь и гром»                        | 1 июля 2022     |
| 20 | 20         | «Валькирия» «Valkyrie»                            | «Тор: Любовь и гром»                        | 1 июля 2022     |
| 21 | 21         | «Брюс Бэннер» «Bruce Banner»                      | «Женщина-Халк: Адвокат»                     | 10 августа 2022 |
| 22 | 22         | «Король Т'Чалла» «'King T'Challa'»                | «Чёрная пантера: Ваканда навеки»            | 4 ноября 2022   |
| 23 | 23         | «Принцесса Шури» «Princess Shuri»                 | «Чёрная пантера: Ваканда навеки»            | 4 ноября 2022   |
| 24 | 24         | «Дора Милаже» «The Dora Milaje»                   | «Чёрная пантера: Ваканда навеки»            | 4 ноября 2022   |
| 25 | 25         | «Мантис» «Mantis»                                 | «Стражи Галактики: Праздничный спецвыпуск»  | 23 ноября 2022  |
| 26 | 26         | «Дракс» «Drax»                                    | «Стражи Галактики: Праздничный спецвыпуск»  | 23 ноября 2022  |

### Сезон 2 (2023)
| № общий | № в сезоне | Название                                               | Связанный проект КВМ                 | Дата премьеры    |
| ------- | ---------- | ------------------------------------------------------ | ------------------------------------ | ---------------- |
| 27      | 1          | «Человек-муравей» «Ant-man»                            | «Человек-муравей и Оса: Квантомания» | 10 февраля 2023  |
| 28      | 2          | «Оса» «Wasp»                                           | «Человек-муравей и Оса: Квантомания» | 10 февраля 2023  |
| 29      | 3          | «Хэнк и Джанет» «Hank & Janet»                         | «Человек-муравей и Оса: Квантомания» | 10 февраля 2023  |
| 30      | 4          | «Питер Квилл» «Peter Quill»                            | «Стражи Галактики. Часть 3»          | 28 апреля 2023   |
| 31      | 5          | «Гамора» «Gamora»                                      | «Стражи Галактики. Часть 3»          | 28 апреля 2023   |
| 32      | 6          | «Небула» «Nebula»                                      | «Стражи Галактики. Часть 3»          | 28 апреля 2023   |
| 33      | 7          | «Ракета» «Rocket»                                      | «Стражи Галактики. Часть 3»          | 28 апреля 2023   |
| 34      | 8          | «Краглин» «Kraglin»                                    | «Стражи Галактики. Часть 3»          | 28 апреля 2023   |
| 35      | 9          | «Грут» «Groot»                                         | «Стражи Галактики. Часть 3»          | 28 апреля 2023   |
| 36      | 10         | «Ник Фьюри» «Nick Fury»                                | «Секретное вторжение»                | 14 июня 2023     |
| 37      | 11         | «Мария Хилл» «Maria Hill»                              | «Секретное вторжение»                | 14 июня 2023     |
| 38      | 12         | «Талос и Скруллы» «Talos & the Skrulls»                | «Секретное вторжение»                | 14 июня 2023     |
| 39      | 13         | «Эверетт Росс» «Everett Ross»                          | «Секретное вторжение»                | 14 июня 2023     |
| 40      | 14         | «Джеймс Роудс» «James Rhodes»                          | «Секретное вторжение»                | 14 июня 2023     |
| 41      | 15         | «УВИ» «TVA»                                            | «Локи» (2-й сезон)                   | 29 сентября 2023 |
| 42      | 16         | «Варианты» «Variants»                                  | «Локи» (2-й сезон)                   | 29 сентября 2023 |
| 43      | 17         | «Кэрол Дэнверс» «Carol Danvers»                        | «Капитан Марвел 2»                   | 3 ноября 2023    |
| 44      | 18         | «Моника Рамбо» «Monica Rambeau»                        | «Капитан Марвел 2»                   | 3 ноября 2023    |
| 45      | 19         | «Камала Хан» «Kamala Khan»                             | «Капитан Марвел 2»                   | 3 ноября 2023    |
| 46      | 20         | «Стражи Мультивселенной» «Guardians of the Multiverse» | «Что, если…?» (2-й сезон)            | 15 декабря 2023  |
| 47      | 21         | «Рири Уильямс» «Riri Williams»                         | «Железное сердце»                    | 13 июня 2025     |

## Производство
О проекте «Marvel Studios: Легенды» было объявлено в декабре 2020 года. Многие комментаторы посчитали, что сериал станет неким клип-шоу, которое позволит зрителям киновселенной освежить в голове истории персонажей, а для новой аудитории заменит просмотр всех прошлых проектов Marvel Studios. Хаим Гартенберг из издания «The Verge» сравнил «Легенды» с одностраничными комиксами-дайджестами Marvel Comics.
Сериал состоит из мини-эпизодов, составленных из кадров фильмов КВМ, в которых фигурирует заявленный персонаж. Мэтт Голдберг из издания «Collider» посчитал, что проект «Marvel Studios: Легенды» не стоил Disney или Marvel Studios «чего-то большего, чем просто работа монтажёров и немного музыки», учитывая длительность и содержание каждого эпизода.

## Релиз
Первые два эпизода «Marvel Studios: Легенды» вышли на Disney+ 8 января 2021 года. Поскольку компанией Marvel Studios не был указан график выпуска серий, то Дэн Оти из «GameSpot» назвал «вероятным» релиз эпизодов перед выходом каждого нового телесериала от Marvel на стриминг-сервисе Disney+.

## Реакция
Мэтт Голдберг из «Collider» описал «Легенды» как «улучшенные фанатские видео, которые привносят в новые сериалы Marvel кросс-продвижение», что было «неплохо». Тем не менее, хотелось бы, чтобы проект «предлагал что-то новое», например, закадровые интервью актёров о своих персонажах или свежие тизеры и отрывки. Чарли Риджли написал для Comicbook.com, что релиз «Легенд» невероятно удобен для Marvel, учитывая, что в 2020 году не вышло ни одного проекта студии. Риджли отметил, что зрители, уже знакомые с историями персонажей, «могут не найти необходимости» в этом новом проекте, поскольку он «в буквальном смысле просто подытожил события фильмов». Однако для зрителей, которые, возможно, не так сильно следили за событиями киновселенной, но заинтересованы в телесериалах на Disney+, этот мини-проект может «отлично освежить» происходившее в КВМ.

## Комментарии
1. ↑  Каждый эпизод «Легенд» выходит перед премьерой связанного с ним сериала, фильма или спецвыпуска.
2. 1 2  Эпизоды «Мантис» и «Дракс» были удалены вскоре после релиза[13], затем снова добавлены 28 апреля 2023 г. в преддверии выхода фильма «Стража Галактики. Часть 3»[14].
3. ↑  Каждый эпизод «Легенд» выходит перед премьерой связанного с ним сериала, фильма или спецвыпуска.